# Wierzchowice (Polkowice)
Pour les articles homonymes, voir Wierzchowice.
Wierzchowice est une localité polonaise de la gmina de Gaworzyce, située dans le powiat de Polkowice en voïvodie de Basse-Silésie.

## Histoire
De 1742 à 1945, Würchwitz fait partie de l'arrondissement de Glogau dans le district de Liegnitz au sein de la province de Silésie.